# جيمس هنري غريتهيد
كان جيمس هنري غريتهيد (من مواليد 6 أغسطس من عام 1844، وتوفي في 21 أكتوبر من عام 1896) مهندسًا ميكانيكيًا ومدنيًا اشتهر لعمله في تنفيذ مترو أنفاق لندن، وكاتدرائية وينشستر، وخط ليفربول للسكك الحديدية، فضلًا عن كونه واحدًا من أوائل الأشخاص الذين دعوا إلى استغلال القناة الإنجليزية، والبحر الإيرلندي وأنفاق قناة بريستول. يعود الفضل في إطلاق كلمة «Tube» بالعامية الإنجليزية على مترو أنفاق لندن إليه.

## النشأة
وُلد غريتهيد في بلدة غراهامستاون في جنوب أفريقيا، لعائلة إنجليزية الأصل. هاجر جده إلى جنوب أفريقيا في عام 1820. تلقى غريتهيد تعليمه في مدرسة سانت أنردوز الثانوية في بلدة غراهامستاون، وفي المدرسة الخاصة التابعة لكلية الأبرشية في مدينة كيب تاون. أكمل جيمس غريتهيد، بعد هجرته إلى إنجلترا في عام 1859، تعليمه في مدرسة ويستبورن الجماعية الواقعة في شارع وستبورن غروف، وبقي فيها حتى عام 1863. عاد غريتهيد إلى جنوب أفريقيا لفترة وجيزة، ومن ثم انتقل إلى لندن بشكل نهائي في عام 1864 حيث تتلمذ لمدة ثلاث سنوات على يد المهندس المدني بيتر دبليو بارلو الذي عرّفه على نظام الحماية في حفر الأنفاق. عمل غريتهيد لفترة وجيزة (في عام 1867 تقريبًا) كمهندس مساعد على خط سكة حديد ميدلاند الواصل بين مدينتي بيدفورد ولندن الإنجليزيتين، مع شقيق معلمه، ويليام هنري بارلو.

## عمله في حفر الأنفاق
عاد غريتهيد في عام 1869 إلى معلمه بارلو، وبدأ معه العملَ على تصاميم مترو أنفاق تاور بريدج، الذي يمرّ النفق الثاني فيه تحت نهر التيمز وسط لندن. كان بارلو المهندس المسؤول عن تصميم النفق، بينما تحمل غريتهيد مسؤولية القيادة الفعلية لمجمل العملية.
أصبح غريتهيد المتعهدَ الرئيسي لمترو أنفاق تاور بريدج تحت إشراف بارلو. يؤكّد ويليام كوبرثوايت أنه في الوقت الذي حصل فيه بارلو على براءة اختراع لفكرة نظام الحماية في حفر الأنفاق، فإن غريتهيد لم يقم بتصميم نوع مختلف من الحماية فحسب، بل حصل على براءة اختراع جديدة، واستخدمها في تصميم مترو أنفاق تاور بريدج. حصل بارلو على براءة اختراع مؤقتة على فكرته الثانية، دون أن يعلم غريتهيد بذلك، حتى بعد عدة سنوات من حصول بارلو على البراءة (وذلك على النحو المبين في محضر اجتماع المهندسين المدنيين المنشور في شهر يناير من عام 1896).
كان غريتهيد المهندس الاستشاري لنفق بلاك وال شرقي لندن، وأشرف على تصميمه وبنائه.

## عمله في مجال السكك الحديدية
في عام 1873، أصبح غريتهيد مهندسًا مقيمًا في مكتب سكة حديد هامرسميث، وفي محطة متروبوليتان للسكك الحديدية، وهو المنصب الذي احتفظ به لمدة أربع سنوات. بعد ذلك، ساهم غريتهيد في تجهيز سكة حديد قناة ريجينتس (عام 1880)، وسكة الحديد الدائرية للعاصمة (عام 1881)، وخط لندن – إيستبورن الجديد (عام 1883)، إضافة إلى العديد من خطوط سكك النقل الخفيفة في إيرلندا (عام 1884).[بحاجة لمصدر]
عاد غريتهيد، في عام 1884، ليُشارك في العمل بحفر الأنفاق، إذ عمل كمهندسٍ في مترو أنفاق لندن (المدينة) وساوث وارك الذي افتتح في عام 1890 بصفته أول خط سكك حديدية كهربائية تحت الأرض على الإطلاق، والذي أصبح فيما بعد خط سكة حديد المدينة وجنوب لندن (وأصبح اليوم جزءًا من الخط الشمالي). أصبح غريتهيد في عام 1888، مهندسًا مشاركًا مسؤولًا عن خطوط سكة حديد ليفربول العلوية، جنبًا إلى جنب مع السير دوجلاس فوكس، وعمل أيضًا مع المهندس ويليام روبرت غالبريث، على إنجاز خط سكة حديد واترلوو والمدينة. عمل غريتهيد أخيرًا في سكة حديد وسط لندن، مع السير جون فاولر والسير بنجامين بيكر.